# Chateaubriand che medita sulle rovine di Roma
Chateaubriand che medita sulle rovine di Roma, o Chateaubriand medita sulle rovine di Roma (Portrait de Chateaubriand méditant sur les ruines de Rome), è un celebre ritratto dipinto intorno al 1809 dall'artista francese Anne-Louis Girodet. Ritrae il politico e scrittore francese François-René de Chateaubriand. Legato al movimento conservatore contrario alla rivoluzione francese, sarebbe stato il ministro degli esteri dal 1822 al 1824, durante la Restaurazione, nel corso della spedizione di Spagna.

## Storia e descrizione
Il quadro, esposto al Salone del 1810 con il titolo Uomo che medita sulle rovine di Roma (Portrait d’homme méditant sur les ruines de Rome), tornò nelle mani di Chateaubriand il 26 settembre del 1812. Il museo di storia di Saint-Malo, in Bretagna, acquistò l'opera nel 1848.
Chateaubriand viene ritratto in una posa melancolica davanti alle rovine della Roma antica, nel corso di una visita alla Città eterna avvenuta nel 1804. Chateaubriand che contempla le rovine del Colosseo mentre viene accarezzato da un soffio di vento è divenuto un'immagine che evoca l'ideale maschile agli inizi del romanticismo.